# Dom przy ul. Jadernych 21 w Mielcu
Dom przy ul. Jadernych 21 w Mielcu – budynek wpisany do rejestru zabytków nieruchomych województwa podkarpackiego pod numerem A-871 z 28.02.1983. Jest to budynek parterowy, murowany i otynkowany, wzniesiony na planie prostokąta, przykryty dwuspadowym dachem. Od tyłu posiada przybudówkę. Razem z przylegającą do niego Jadernówką stanowi siedzibę filii Muzeum Regionalnego w Mielcu.